# Aginsky (huyện)
Huyện Aginsky (tiếng Nga: ? райо́н) là một huyện hành chính tự quản (raion), của Vùng Zabaykalsky, Nga. Huyện có diện tích 6199 km². Trung tâm của huyện đóng ở Aginskoye.